# Fredrik Mühlbacher
Fredrik Mühlbacher (* 30. Jänner 1998 in St. Johann in Tirol) ist ein österreichischer Biathlet und vormaliger Skilangläufer. Er wurde 2025 Vizeeuropameister im Einzel.

## Sportliche Laufbahn

### Skilanglauf
Fredrik Mühlbacher begann seine sportliche Karriere als Skilangläufer und gab sein Debüt im Dezember 2013 bei einem Juniorenwettkampf in St. Ulrich. Ab Ende 2014 häuften sich die Rennteilnahmen, auch bestritt der Österreicher erste FIS-Rennen im Erwachsenenbereich. Im Februar 2016 siegte er in Lucoli erstmals auf Juniorenebene, im Jahr darauf nahm er erstmals an den nationalen Meisterschaften teil und belegte unter anderem Rang 28 über 15 Kilometer klassisch sowie Platz vier im Massenstart über 30 Kilometer. 2018 nahm Mühlbacher im Goms an seinen ersten Juniorenweltmeisterschaften teil und erzielte als Bestergebnis Rang 35 im Skiathlon. Im Dezember des Jahres gab er schließlich sein Debüt im Alpencup und wurde in Nové Město na Moravě einmal 26., bei den Juniorenweltmeisterschaften kamen keine nennenswerten Ergebnisse zustande. Erfolgreich schnitt er aber bei den nationalen Meisterschaften ab, hinter Bernhard Tritscher und Clemens Blassnig resultierte Bronze im Verfolgungsrennen. Daraufhin wusste der Österreicher nicht unbedingt zu überzeugen, erst bei den österreichischen Meisterschaften 2020 zeigte er erneut sein Können und gewann, jeweils hinter Mika Vermeulen und Benjamin Moser, über 15 Kilometer klassisch und im Verfolger Bronze. Auch 2021 gewann Mühlbacher bei den Meisterschaften noch zwei Medaillen, dabei sicherte er sich über die 15 Kilometer in der freien Technik den Titel des Staatsmeisters. Im Alpencup war ein 18. Platz im Jänner 2020 in Pragelato über 10 Kilometer Freistil sein bestes Karriereergebnis.

### Biathlon
Zum Winter 2021/22 wechselte Mühlbacher zum Biathlonsport und wurde in den B-Kader aufgenommen. Nach mehreren Wettkämpfen, zunächst auf nationaler Ebene und später im Alpencup, wo in Obertilliach ein dritter Rang im Sprint resultierte, gab er in Ridnaun sein Debüt im IBU-Cup und erreichte Platz 47 im Sprint. Deutlich erfolgreicher schnitt der Österreicher im Winter 2022/23 ab. In Idre lief er als 26. erstmals in die Punkteränge, auf der Pokljuka-Hochebene zeigte er auf und belegte im Sprint mit einem Schießfehler durchaus überraschend Rang sechs. Bei den Europameisterschaften verfehlte er hingegen in Sprint und Verfolgung die Top 60. Im September 2023 sicherte er sich vor Felix Leitner und Simon Eder überraschend den österreichischen Meistertitel im Einzel. Auch in der Saison 2023/24 lief Mühlbacher recht konstant in die Punkteränge der besten 40, heraus stach dabei ein elfter Platz im Sprint von Martell. Bei den Europameisterschaften wurde er gemeinsam mit Magnus Oberhauser, Dunja Zdouc und Lea Rothschopf Sechster im Mixedwettkampf.
Ende November 2024 gab Mühlbacher in Kontiolahti seinen Einstand im Weltcup und wurde 82. im Einzel sowie 62. des Sprints. In der Folgewoche wurde er bei seinen Heimrennen in Hochfilzen erstmals in der Staffel eingesetzt und belegte mit David Komatz, Simon Eder und Felix Leitner Platz 14. Nach dem Jahreswechsel startete er erneut im IBU-Cup und lief in Osrblie an der Seite von Lea Rothschopf, Lara Wagner und Fabian Müllauer auf den zweiten Rang, dabei mussten sich die Österreicher nur der norwegischen Staffel geschlagen geben. Seinen bisher größten Erfolg ließ Mühlbacher nur wenig später folgen, im Einzel der Europameisterschaften schoss er einen Fehler und gewann hinter Isak Frey die Silbermedaille. Zwei Tage später konnte er die Leistung bestätigen und sicherte sich im Sprint mit fehlerfreiem Schießen Bronze. Durch diese Leistungen sicherte er sich kurzfristig einen Startplatz bei den Weltmeisterschaften 2025 und erreichte mit den Plätzen 34 und 40 in Einzel und Verfolgung seine bisher besten Ergebnisse auf der höchsten Wettkampfebene.

## Persönliches
Mühlbacher lebt in Hochfilzen.

## Statistiken

### Weltcupplatzierungen
Die Tabelle zeigt alle Platzierungen (je nach Austragungsjahr einschließlich Olympische Spiele und Weltmeisterschaften).
- 1.–3. Platz: Anzahl der Podiumsplatzierungen
- Top 10: Anzahl der Platzierungen unter den ersten zehn (einschließlich Podium)
- Punkteränge: Anzahl der Platzierungen innerhalb der Punkteränge (einschließlich Podium und Top 10)
- Starts: Anzahl gelaufener Rennen in der jeweiligen Disziplin
- Staffel: inklusive Mixed- und Single-Mixed-Staffeln

| Platzierung               | Einzel | Sprint | Verfolgung | Massenstart | Staffel | Gesamt |
| ------------------------- | ------ | ------ | ---------- | ----------- | ------- | ------ |
| 1. Platz                  |        |        |            |             |         |        |
| 2. Platz                  |        |        |            |             |         |        |
| 3. Platz                  |        |        |            |             |         |        |
| Top 10                    |        |        |            |             |         |        |
| Punkteränge               |        |        |            |             | 1       | 1      |
| Starts                    | 2      | 4      | 1          |             | 1       | 8      |
| Stand: Saisonende 2024/25 |        |        |            |             |         |        |

### Biathlon-Weltmeisterschaften
Ergebnisse bei den Weltmeisterschaften:
| Weltmeisterschaften | Weltmeisterschaften | Einzelwettbewerbe | Einzelwettbewerbe | Einzelwettbewerbe | Einzelwettbewerbe | Staffelwettbewerbe | Staffelwettbewerbe | Staffelwettbewerbe |
| Jahr                | Ort                 | Einzel            | Sprint            | Verfolgung        | Massenstart       | Herrenstaffel      | Mixedstaffel       | S.-M.-Staffel      |
| ------------------- | ------------------- | ----------------- | ----------------- | ----------------- | ----------------- | ------------------ | ------------------ | ------------------ |
| 2025                | Lenzerheide         | 34.               | 51.               | 40.               | –                 | 12.                | –                  | –                  |